# Тейлор, Ричард (ботаник)
Ричард Тейлор (англ. Richard Taylor, 18 мая 1781 — 1 декабря 1858) — английский ботаник, натуралист (естествоиспытатель).

## Биография
Ричард Тейлор родился 18 мая 1781 года.
В 1807 году он стал членом Лондонского Линнеевского общества. Тейлор был также членом Британской научной ассоциации (англ. British Science Association). Он был автором множества научных работ в 144 публикациях на 4 языках.
Ричард Тейлор умер 1 декабря 1858 года.

## Научная деятельность
Ричард Тейлор специализировался на семенных растениях.

## Некоторые научные работы
- Epea pteroenta, or The diversions of Purley. 1829[4].
- Scientific memoirs, selected from the transactions of foreign academies of science and learned societies, and from foreign journals. 1966[5].
- The history of English poetry, from the close of the eleventh century to the commencement of the eighteenth century. To which are prefixed, three dissertations: 1. Of the origin of romantic fiction in Europe. 2. On the introduction of learning into England. 3. On the Gesta Romanorum. 1840[6].
- The Treasury and the Royal Exchange: a letter to Sir Robert Harry Inglis, Bart., LL.D., F.R.S., &c., Member of Parliament for the University of Oxford, on the conduct of the Lords of the Treasury with regard to the Gresham Trusts and the rebuilding of the Royal Exchange. 1839[7].
- An inquiry into the principles of the distribution of wealth most conducive to human happiness: applied to the newly proposed system of voluntary equality of wealth. 1824[8].